# 야쓰시로정 (야마나시현)
야쓰시로정(八代町)은 야마나시현 히가시야쓰시로군의 중부에 위치했던 정이다.

## 역사
- 1956년 5월 3일 - 야쓰시로촌, 고쇼촌이 합병해 성립하였다.
- 1958년 8월 1일 - 하나토리촌의 일부를 편입하였다
- 2004년 10월 12일 -  히가시야쓰시로군(東八代郡)의 이사와정(石和町), 미사카정(御坂町), 이치노미야정(一宮町), 사카이가와촌(境川村)과 히가시야마나시군(東山梨郡) 가스가이정(春日居町)과 합병해 후에후키시가 성립하였다. 동일 야쓰시로정은 폐지되었다.

## 교통

### 철도
- 동일본 여객철도 주오 본선 (철도는 정내에는 존재하지 않았기 때문에 이사와온센역이 가장 가까운 곳이었다. 혹은 미노부선 미나미코후역

### 도로
- 주오 자동차도